# Segona revolta nobiliària contra Jaume I d'Aragó

## Antecedents
La guerra entre Nunó Sanç d'Aragó i Guillem de Montcada havia causat grans danys en les propietats d'aquest darrer.

## Ferran d'Aragó i Pero Ahones s'alien amb Guillem de Montcada
Tornat el rei a Aragó, Guillem de Montcada ocupà Terrassa i Sarbos. Posteriorment, tractà d'ocupar Piera de manera infructuosa. En aquest context, es teixí una lliga nobiliària amb l'aliança entre Guillem de Montcada, l'infant Ferran d'Aragó i Pero d'Ahones. Un cop bastida l'aliança, Guillem de Montcada s'endinsà al Regne d'Aragó i s'instal·là a Tahuste, vila que tenia en feu Pero d'Ahones. La situació s'agreujà quan les ciutats de Saragossa, Osca i Jaca s'uniren a la lliga nobiliària.

## La traïció d'Alagó
A la vil·la d'Alagó, el rei Jaume I (que aleshores tenia 14 anys) es trobava reunit amb el seu parent Nuno Sanç d'Aragó, el fidel majordom del Regne d'Aragó Ato I de Foces, el senyor de la vila Blasco I d'Alagón, Artal de Luna i els cabdills de la primera revolta contra el rei i posteriorment perdonats Rodrigo de Liçana i Pero Ferrández d'Açagra.
Allí Nuno Sanç d'Aragó i Pero Ferrández d'Açagra decidiren trair el rei i unir-se a la lliga formada per Ferran d'Aragó, Guillem de Montcada i Pero d'Ahones, utilitzant com a intermediari Lope Ximenes de Luesia, que era vassall de Nuno Sanç d'Aragó. Establerta la conxorxa, feren creure al rei que els revoltats Ferran d'Aragó, Guillem de Montcada i Pero d'Ahones havien decidit sotmetre's, i que sol·licitaven entrar a la vila d'Alagó per parlamentar amb el rei.
Davant d'aquesta situació, el rei ordenà a Nuno Sanç d'Aragó i Pero Ferrández d'Açagra que els fos permesa l'entrada amb la sola companyia de 4 o 5 cavallers, i que les seves tropes s'allotgessin en les viles pròximes a Alagó. Però, durant la nit, un cop el rei es retirà a la seva cambra, Nuno Sanç d'Aragó i Pero Ferrández d'Açagra deixaren entrar els nobles revoltats, no pas amb 4 cavallers com havia ordenat el rei sinó amb 400 cavallers, els quals ocuparen ràpidament el castell.

## Presoner a Saragossa
Seguidament, Ferran d'Aragó, Guillem de Montcada, Pero d'Ahones, Nuno Sanç d'Aragó i Pero Ferrández d'Açagra li feren saber que la seva intenció era la d'apartar-lo dels mals consellers que tenia i que era necessari reorganitzar els assumptes de la corona d'Aragó. Li ordenaren que anés a Saragossa, on parlarien més bé d'aquells temes, i el rei hagué d'acatar els seus imperatius. L'endemà, fou portat a Saragossa i anà al castell de la Suda, situat prop de la porta de Toledo. En la seva cambra, el rei es veié novament humiliat quan els nobles revoltats li posaren dos capitans, anomenats Guillem Boi i Pere Sanç de Martell, per fer-li guàrdia, privant-lo de tota intimitat amb la reina. Així estigué retingut fins a tres setmanes, impedint que el fidel cavaller i majordom del Regne d'Aragó Ato I de Foces es pogués reunir amb el rei. La ràbia del rei se centrà en Pero d'Ahones, a qui retragué que havent tingut tan bona amistat amb ell i havent-lo afavorit contra Artal de Luna, com podia ser que formés part d'aquella conxorxa nobiliària contra la seva persona?
Empresonat d'aquella manera amb la seva muller Elionor de Castella, i temorós que si provava cap atac els nobles revoltats la podien emprar com a penyora, li proposà que escapés per una finestra, proposició que la reina es negà completament a obeir.

## Acord i alliberament
La situació d'empresonament continuà fins que l'abat Ferran d'Aragó proposà a Jaume I que recompensés Guillem de Montcada amb 20.000 morabetins en compensació pels danys que el rei li havia fet en les seves terres de Catalunya. Per la seva part, l'abat Ferran d'Aragó aconseguí més influència en el govern de la corona, fet que li suposà l'enemistat de molts rics homes.